# Temple protestant de Boulogne-Billancourt
Le temple protestant de Boulogne-Billancourt est un lieu de culte situé 117 rue du Château à Boulogne-Billancourt, les Hauts-de-Seine. La paroisse est membre de l'Église protestante unie de France.

## Histoire
Le temple est inauguré en 1898 et dépend alors de l'Église réformée de France,.

## Architecture
La façade est en pierre de taille et en brique rouge soulignant les chaînages d’angles et les contours des fenêtres. Le fronton triangulaire est surmonté d’une croix nue. Au-dessus, trois baies étroites et cintrées éclairent la nef. La table de communion est disposée devant la chaire à prêcher, sur laquelle est positionnée une croix huguenote. L'ensemble des boiseries est surmonté de l'inscription « Gloire à Dieu • Paix parmi les hommes », une citation de l'Évangile selon Luc 2, 14 et une référence au Soli Deo gloria, un des Cinq solas du protestantisme.